# Condado (São Paulo)
Região da Faria Lima na cidade de São Paulo, chamada de Condado por seus frequentadores.
“Lugar com os salários mais altos da cidade, as maiores empresas e o metro quadrado mais disputado, a Avenida Brigadeiro Faria Lima torna-se símbolo de riqueza por causa de um peculiar ‘way of life'”
Curiosidades e lifestyle dos  "Faria-Limers", nome atribuído aos frequentadores da região são encontrados nos perfis Faria Lima Elevator e Beth da Faria Lima nas redes sociais.

## Localização
Compreende a área formada pelas avenidas Juscelino Kubitschek, São Gabriel, 9 de Julho e Brigadeiro Faria Lima, apesar de ser comum incluir o bairro Chácara Itaim e chamá-lo também de Itaim Bibi. Limita-se com os bairros de Vila Nova Conceição, Vila Olímpia, Jardim Europa, Ibirapuera e Jardim Paulistano.
A Avenida Brigadeiro Faria Lima cruza o bairro do Itaim Bibi, trazendo muito movimento para o mesmo.